# Leopold von Sacher-Masoch
Leopold von Sacher-Masoch (Lviv, 27 de gener de 1836 - Lindheim, Frankfurt del Main, 9 de març de 1895), va ser un escriptor austríac reconegut a la seva època per les seves descripcions de la vida, paisatges i costums de totes les regions que van formar l'Imperi Austrohongarès.
Als nostres dies, la seva celebritat és deguda abans de tot a l'escàndol que va acompanyar la publicació d'algunes de les seves novel·les, en particular, La Venus de les pells, de la qual hi ha diverses versions cinematogràfiques (el 2013, Roman Polanski va fer-ne una). És per això que el cognom Masoch és l'inspirador de la paraula masoquisme, utilitzada per definir certes conductes sexuals, i que apareix per primera vegada a Psychopathia Sexualis (1886), de Richard von Krafft-Ebing, qui li va atorgar aquest dubtós honor a causa de les peculiars afeccions dels seus personatges.

## Biografia

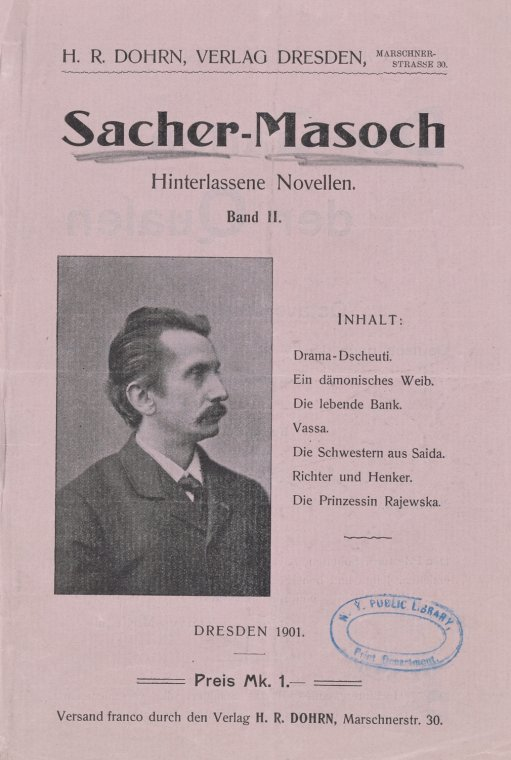
Leopold von Sacher-Masoch (1901)

Leopold Von Sacher-Masoch va néixer al si d'una família aristocràtica el 1836 a Lemberg, a la província de Galítzia, dins de les fronteres de l'Imperi austrohongarès. El seu pare era cap de policia, un alt càrrec en l'administració de l'Imperi. Va estudiar dret, història i matemàtiques a la ciutat austríaca de Graz. Després de doctorar-se va treballar com a professor d'història a la seva ciutat natal, per, posteriorment, dedicar-se al periodisme i la literatura. Els seus contemporanis van valorar en ell de forma especial els seus excel·lents assaigs sobre minories ètniques austrohongareses i la seva Galítzia natal. És de destacar la seva simpatia pels jueus, el que li valdria l'agraïment d'aquesta comunitat. Va gaudir del reconeixement de contemporanis de la talla de Zola, Ibsen i Victor Hugo.
Una gran part de l'obra de Sacher-Masoch està constituïda per contes nacionals i novel·les històriques agrupades en cicles. Les seves històries en tenen en general per heroïna una dona dominant o sàdica, com en Aigua de joventut que retrata la sagnant història de la comtessa Báthory. Dues de les seves novel·les, La Pescadora d'ànimes i La Mare de Déu, tracten de sectes místiques, mentre que La Dona separada, que en el seu moment va ser un gran èxit, s'inspira en la infeliç relació que va mantenir amb madame Kottowittz.
La seva sèrie de novel·les El llegat de Caïn estava dedicada, en un principi, a tractar tots els grans temes de la vida contemporània: l'amor, la propietat, l'Estat, la guerra, el treball i la mort. Sacher-Masoch només va poder completar les sèries sobre l'amor i la propietat; de la resta no en queden més que esbossos. La Venus de les pells (1870) era la cinquena d'una sèrie d'obres sobre l'amor i es va convertir al mateix temps en un escàndol i en un èxit a França per les seves descripcions del tipus d'apetències i desigs que han immortalitzat el cognom d'aquest autor: fer-se lligar, assotar i humiliar per una dona corpulenta vestida amb pells, signar un contracte com a esclau i fins i tot la incorporació d'un tercer amant.
A les seves novel·les va retratar éssers a qui agradaven aquestes menes de pràctiques sexuals. Sacher-Masoch n'era seguidor i partícip, trobant-se de grat tant en el paper de víctima com en el de deixar-se caçar, típic d'aquesta conducta.
Va morir el 1895 d'un atac al cor a la ciutat de Lindheim, a Hessen, i les seves darreres paraules van ser «aimez moi».
La cantant Marianne Faithfull, d'origen austrohongarès i anglès, és descendent directe de Leopold von Sacher-Masoch per part materna.

## Obra (selecció)

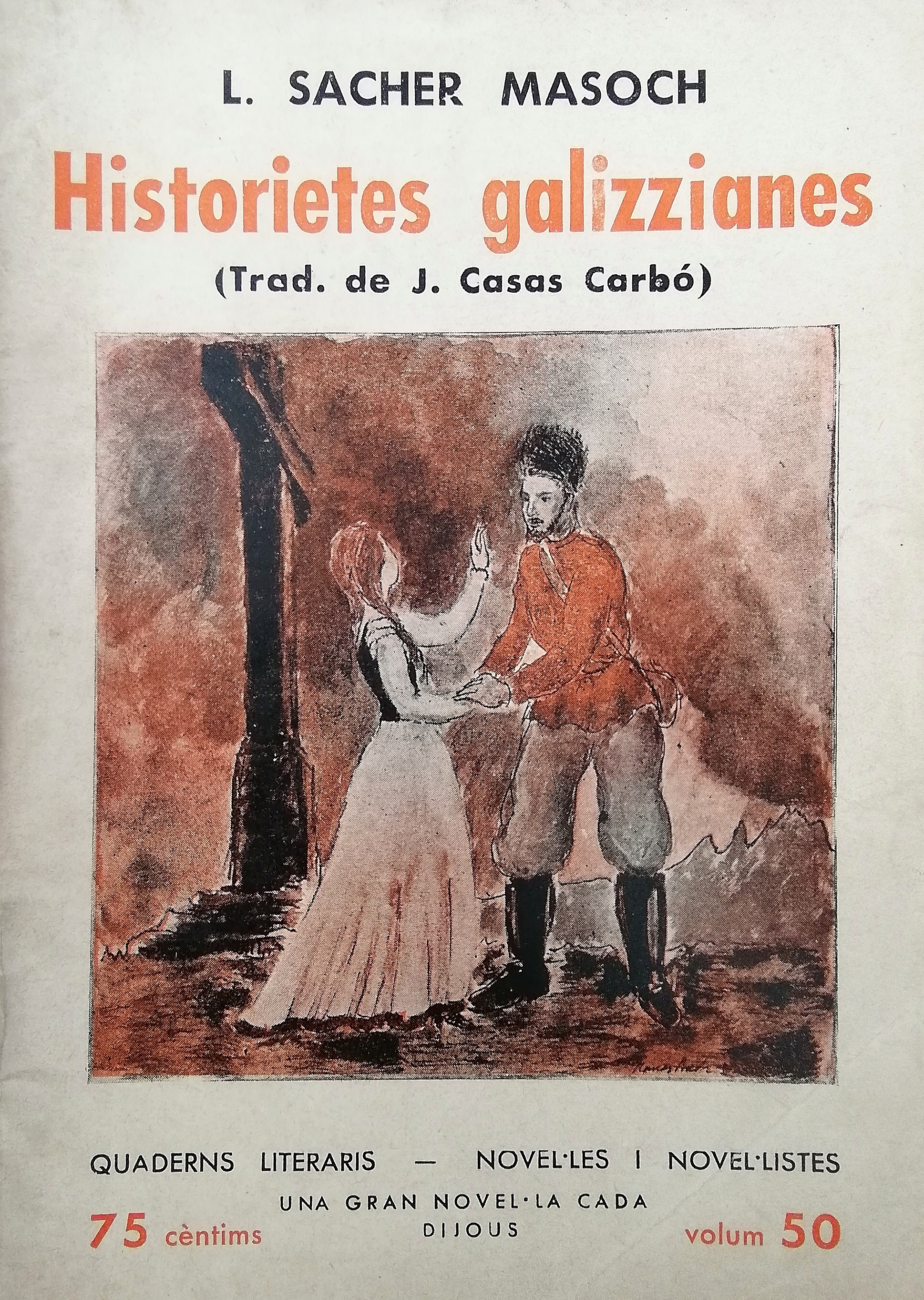
Traducció catalana de dos relats de Sacher-Masoch. Historietes galizzianes : Ja tornarà! i En Pintschew i en Mintschew (narració jueva). Publicada a Barcelona l'any 1935 dins la col·lecció Quaderns Literaris (completa el volum un conte d'Oscar Wilde)

- Traducció catalana de dos relats de Sacher-Masoch. Historietes galizzianes : Ja tornarà! i En Pintschew i en Mintschew (narració jueva). Publicada a Barcelona l'any 1935 dins la col·lecció Quaderns Literaris (completa el volum un conte d'Oscar Wilde) Das Vermächtnis Kains (El llegat de Caín)

- Venus im Pelz (La Venus de les pells), adaptada al cinema per Roman Polanski (La Venus de les pells) l'any 2013

- Eine galizische Geschichte (Historietes Galizzianes), traducció catalana publicada a Barcelona l'any 1903 per Joaquim Casas Carbó dins la col·lecció Biblioteca Popular de L'Avenç, i també l'any 1935 dins la col·lecció Quaderns Literaris

- Polnische Revolutionen (Revolucions poloneses)

- Grausame Frauen (Dones cruels)

- Neue Erzählungen (Nous Contes)

- Die Seelenfängerin (El captador d'ànimes)

- Die Schlange im Paradies (La serp al paradís)

- Die Satten und die Hungrigen (Els nutrits i els famolencs)

- Zur Ehre Gottes! (A la glòria de Déu!)

- Bühnenzauber (Màgia Escènica)

- Jüdisches Leben in Wort und Bild (La vida jueva en paraules i imatges)

- Ungarns Untergang und Maria von Oesterreich (Caiguda d'Hongria i Maria d'Àustria)

- Die Verse Friedrich des Großen (Els versos de Frederic El Gran)

- Wiener Hofgeschichten (Històries de la cort vienesa)